# Список символов канадских провинций и территорий
Ниже приведён спи́сок си́мволов кана́дских прови́нций и террито́рий. Каждая провинция и территория имеют уникальный набор официальных символов.

## Провинции
| Провинция               | Герб                           | Цветок               | Птица                | Животное                 | Дерево                         | Минерал           | Девиз                                                          | Другое | Столица     |
| ----------------------- | ------------------------------ | -------------------- | -------------------- | ------------------------ | ------------------------------ | ----------------- | -------------------------------------------------------------- | --- | ----------- |
| Альберта                | Герб Альберты                  | Шиповник иглистый    | Виргинский филин     | Толсторог                | Сосна скрученная широкохвойная | Окаменелое дерево | Fortis et liber (Сильный и свободный)                          | Провинциальная рыба: большеголовый голец; провинциальная трава: овсяница заострённая; провинциальный драгоценный камень: аммолит; песня: Альберта | Эдмонтон    |
| Британская Колумбия     | Герб Британской Колумбии       | Бентамидия Наттолла  | Стеллерова сойка     | Кермодский медведь       | Туя                            | Жадеит            | Splendor sine occasu (Блеск без измельчания)                   | нет | Виктория    |
| Квебек                  | Герб Квебека                   | Касатик разноцветный | Белая сова           | -                        | Берёза аллеганская             | -                 | Je me souviens (Я помню)                                       | Провинциальный символ: геральдическая лилия | Квебек      |
| Манитоба                | Герб Манитобы                  | Степной крокус       | Бородатая неясыть    | Зубр американский        | Ель канадская                  | Никель            | Gloriosus et liber (Славный и свободный)                       | нет | Виннипег    |
| Новая Шотландия         | Герб Новой Шотландии           | Эпигея стелющаяся    | Скопа                | Новошотландский ретривер | Ель красная                    | Стильбит          | Munit haec et altera vincit (Один защищает, а другой покоряет) | «Синий нос»; песня: Прощай, Новая Шотландия; ягода: дикорастущая черника; ископаемое: Hylonomus lyelli; драгоценный камень: агат                  | Галифакс    |
| Нью-Брансуик            | Герб Нью-Брансуика             | Фиалка               | Буроголовая гаичка   | -                        | Пихта бальзамическая           | -                 | Spem reduxit (Надежда вернулась)                               | Провинциальный грунт: холмсвиллский грунт, нью-брансуикская шотландка, акадийский флаг                                                            | Фредериктон |
| Ньюфаундленд и Лабрадор | Герб Ньюфаундленда и Лабрадора | Пурпурная саррацения | Атлантический тупик  | Карибу                   | Ель чёрная                     | Лабрадорит        | Quaerite primum regnum dei (Прежде ищи Царствие Небесное)      | Гимн: Ода Ньюфаундленду | Сент-Джонс  |
| Онтарио                 | Герб Онтарио                   | Белый триллиум       | Полярная гагара      |                          | Белая сосна                    | Аметист           | Ut incepit fidelis sic permanet (Верной она была и остаётся)   | нет | Торонто     |
| Остров Принца Эдуарда   | Герб Острова Принца Эдуарда    | Венерин башмачок     | Голубая сойка        | -                        | Красный дуб                    | -                 | Parva sub ingenti (Маленькая под защитой большого)             | Провинциальный грунт: шарлоттаунский грунт; гимн: Островной гимн                                                                                  | Шарлоттаун  |
| Саскачеван              | Герб Саскачевана               | Лилия зонтичная      | Острохвостый тетерев | Белохвостый олень        | Берёза бумажная                | Поташ             | Multis e gentibus vires (Сила многих народов)                  | Провинциальная трава: трава иголки-и-нитки | Реджайна    |

## Территории
| Территория                 | Герб                            | Цветок                       | Птица               | Животное         | Дерево                   | Минерал           | Девиз                                      | Другое                                | Столица    |
| -------------------------- | ------------------------------- | ---------------------------- | ------------------- | ---------------- | ------------------------ | ----------------- | ------------------------------------------ | ------------------------------------- | ---------- |
| Северо-Западные территории | Герб Северо-Западных территорий | Дриада                       | Кречет              | Сибирский хариус | Лиственница американская | золотой самородок | -                                          | Территориальный символ: белый медведь | Йеллоунайф |
| Нунавут                    | Герб Нунавута                   | Камнеломка супротивнолистная | Тундряная куропатка | Канадская лайка  | -                        | -                 | Nunavut Sanginivut (Наша земля, наша сила) | Территориальный символ: инукшук       | Икалуит    |
| Юкон                       | Герб Юкона                      | Иван-чай узколистный         | Обыкновенный ворон  | -                | Пихта субальпийская      | Лазулит           | -                                          | -                                     | Уайтхорс   |